# Afghanische Cricket-Nationalmannschaft in Bangladesch in der Saison 2023
Die Tour der afghanischen Cricket-Nationalmannschaft nach Bangladesch in der Saison 2023 fand vom 14. Juni bis zum 16. Juli 2023 statt. Die internationale Cricket-Tour war Bestandteil der Internationalen Cricket-Saison 2023 und umfasste ein Test, drei ODIs und zwei Twenty20s. Bangladesch gewann die Test-Serie mit 1–0 und die Twenty20-Serie 2–0, während Afghanistan die ODI-Serie mit 2–1 gewann.

## Vorgeschichte
Bangladesch spielte zuvor eine Tour gegen Irland, Afghanistan in Sri Lanka. Das letzte Aufeinandertreffen der beiden Mannschaften bei einer Tour fand in der Saison 2021/22 in Bangladesch statt. Ursprünglich sollten zwei Tests und drei Twenty20s ausgetragen werden, jedoch wurde in beiden Serien vor der Tour jeweils ein Spiel gestrichen.

## Stadion
Das folgende Stadion wurde für die Tour als Austragungsort vorgesehen.
| Stadion                                | Stadt      | Kapazität | Spiele      |
| -------------------------------------- | ---------- | --------- | ----------- |
| Zohur Ahmed Chowdhury Stadium          | Chittagong | 22.000    | 1. – 3. ODI |
| Sher-e-Bangla National Cricket Stadium | Dhaka      | 26.000    | 1. Test     |
| Sylhet International Cricket Stadium   | Sylhet     | 18.500    | 1. – 2. T20 |

## Kaderlisten
Bangladesch benannte seinen Test-Kader am 4. Juni und seinen Twenty20-Kader am 18. Juni 2023. Afghanistan benannte seinen Test-Kader am 7. Juni und seinen ODI-Kader am 18. Juni 2023.
| Test | Test | ODI | ODI | Twenty20 | Twenty20 |
| Bangladesch | Afghanistan | Bangladesch | Afghanistan | Bangladesch | Afghanistan |
| --- | --- | --- | --- | --- | --- |
| - Litton Das (K, wk) - Ebadot Hossain - Khaled Ahmed - Mahmudul Hasan Joy - Mehidy Hasan Miraz - Mominul Haque - Musfik Hasan - Mushfiqur Rahim (wk) - Najmul Hossain Shanto - Shahadat Hossain - Shoriful Islam - Taijul Islam - Tamim Iqbal - Taskin Ahmed - Zakir Hasan (wk) | - Hashmatullah Shahidi (K) - Rahmat Shah (VK) - Abdul Malik - Afsar Zazai (wk) - Amir Hamza - Bahir Shah - Ibrahim Zadran - Ikram Alikhil (wk) - Izharulhaq Naveed - Karim Janat - Mohammad Ibrahim - Nasir Jamal - Nijat Masood - Yamin Ahmadzai - Zahir Khan | - Tamim Iqbal (K) - Taskin Ahmed - Litton Das (wk) - Mehidy Hasan Miraz - Afif Hossain - Ebadot Hossain - Towhid Hridoy - Hasan Mahmud - Mushfiqur Rahim (wk) - Mustafizur Rahman - Mohammad Naim - Shakib Al Hasan - Najmul Hossain Shanto - Shoriful Islam - Taijul Islam | - Hashmatullah Shahidi (K) - Abdul Rahman - Azmatullah Omarzai - Fazalhaq Farooqi - Ibrahim Zadran - Ikram Alikhil (wk) - Izharulhaq Naveed - Mohammad Nabi - Mohammad Saleem - Mujeeb Ur Rahman - Najibullah Zadran - Rahmanullah Gurbaz (wk) - Rahmat Shah - Rashid Khan - Riaz Hassan - Sayed Shirzad - Shahidullah - Wafadar Momand - Zia-ur-Rehman | - Shakib Al Hasan (K) - Afif Hossain - Ebadot Hossain - Hasan Mahmud - Litton Das (wk) - Mehidy Hasan Miraz - Mustafizur Rahman - Najmul Hossain Shanto - Nasum Ahmed - Rony Talukdar (wk) - Rishad Hossain - Shoriful Islam - Shamim Hossain - Taskin Ahmed - Towhid Hridoy | - Rashid Khan (K) - Azmatullah Omarzai - Fareed Ahmad - Fazalhaq Farooqi - Hazratullah Zazai - Ibrahim Zadran - Karim Janat - Mohammad Nabi - Mohammad Shahzad (wk) - Mujeeb Ur Rahman - Najibullah Zadran - Naveen-ul-Haq - Noor Ahmad - Rahmanullah Gurbaz (wk) - Sediqullah Atal - Wafadar Momand |

## Tests

### Erster Test in Dhaka
| 14. – 17. Juni Scorecard | Dhaka | Bangladesch 382 (86) & 425-4d (80) | – | Afghanistan 146 (39) & 115 (33) |
|                          |       | Bangladesch gewinnt mit 546 Runs   |   |                                 |

Afghanistan gewann den Münzwurf und entschied sich als Feldmannschaft zu beginnen. Als Spieler des Spiels wurde Najmul Hossain Shanto ausgezeichnet.

## One-Day Internationals

### Erstes ODI in Chittagong
| 5. Juli Scorecard | Chittagong | Bangladesch 169-9 (43/43)                    | – | Afghanistan 83-2 (21.4/43) |
|                   |            | Afghanistan gewinnt mit 17 Runs (D/L method) |   |                            |

Afghanistan gewann den Münzwurf und entschied sich als Feldmannschaft zu beginnen. Als Spieler des Spiels wurde Fazalhaq Farooqi ausgezeichnet.
Am Tag nach dem Spiel erklärte überraschend der bangladeschische Kapitän Tamim Iqbal seinen Rücktritt vom internationalen Cricket. Einen Tag später nahm er, nachdem die bangladeschische Premierministerin Sheikh Hasina eingriff, von dieser Entscheidung abstand.

### Zweites ODI in Chittagong
| 8. Juli Scorecard | Chittagong | Afghanistan 331-9 (50)           | – | Bangladesch 189 (43.2) |
|                   |            | Afghanistan gewinnt mit 142 Runs |   |                        |

Bangladesch gewann den Münzwurf und entschied sich als Feldmannschaft zu beginnen. Als Spieler des Spiels wurde Rahmanullah Gurbaz ausgezeichnet.

### Drittes ODI in Chittagong
| 11. Juli Scorecard | Chittagong | Afghanistan 126 (45.2)            | – | Bangladesch 129-3 (23.3) |
|                    |            | Bangladesch gewinnt mit 7 Wickets |   |                          |

Afghanistan gewann den Münzwurf und entschied sich als Schlagmannschaft zu beginnen. Als Spieler des Spiels wurde Shoriful Islam ausgezeichnet.

## Twenty20 Internationals

### Erstes Twenty20 in Sylhet
| 14. Juli Scorecard | Sylhet | Afghanistan 154-7 (20)            | – | Bangladesch 157-8 (19.5) |
|                    |        | Bangladesch gewinnt mit 2 Wickets |   |                          |

Bangladesch gewann den Münzwurf und entschied sich als Feldmannschaft zu beginnen. Als Spieler des Spiels wurde Towhid Hridoy ausgezeichnet.

### Zweites Twenty20 in Sylhet
| 16. Juli Scorecard | Sylhet | Afghanistan 116-7 (17/17)                      | – | Bangladesch 119-4 (16.1/17) |
|                    |        | Bangladesch gewinnt mit 6 Wickets (D/L method) |   |                             |

Bangladesch gewann den Münzwurf und entschied sich als Feldmannschaft zu beginnen. Als Spieler des Spiels wurde Shakib Al Hasan ausgezeichnet.

## Auszeichnungen

### Player of the Series
Als Player of the Series wurden der folgende Spieler ausgezeichnet.
| Serie    | Player of the Series |
| -------- | -------------------- |
| Test     | –                    |
| ODI      | Fazalhaq Farooqi     |
| Twenty20 | Shakib Al Hasan      |

### Player of the Match
Als Player of the Match wurden die folgenden Spieler ausgezeichnet.
| Spiel       | Player of the Match   |
| ----------- | --------------------- |
| 1. Test     | Najmul Hossain Shanto |
| 1. ODI      | Fazalhaq Farooqi      |
| 2. ODI      | Rahmanullah Gurbaz    |
| 3. ODI      | Shoriful Islam        |
| 1. Twenty20 | Towhid Hridoy         |
| 2. Twenty20 | Shakib Al Hasan       |